# Mecranium alpestre
Mecranium alpestre är en tvåhjärtbladig växtart som beskrevs av Ignatz Urban och Erik Leonard Ekman. Mecranium alpestre ingår i släktet Mecranium och familjen Melastomataceae. Inga underarter finns listade i Catalogue of Life.